# 메이리쓰 다우르족구

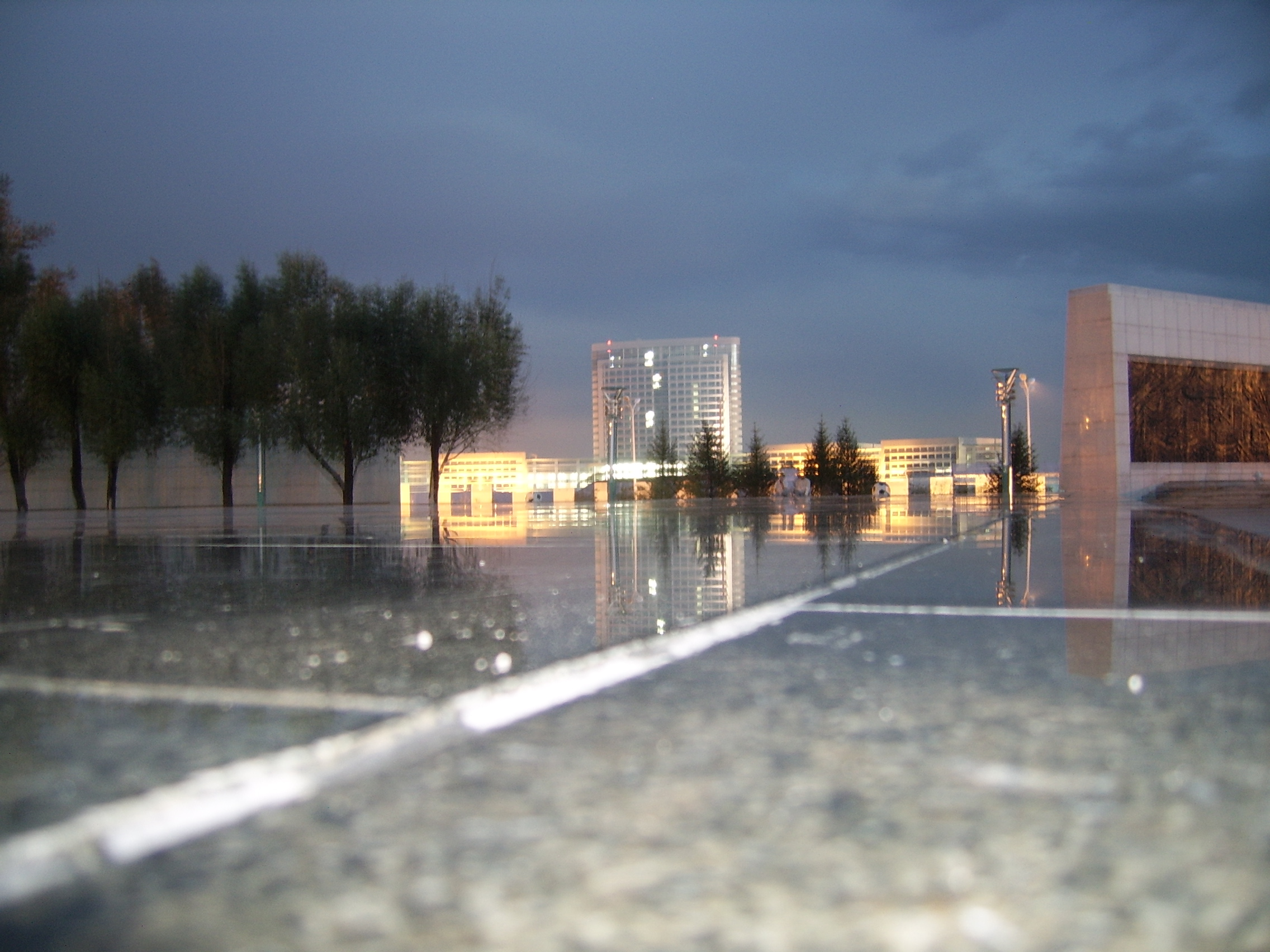

메이리쓰 다우르족구(중국어: 梅里斯达斡尔族区, 병음: Méilǐsī Dáwò'ěrzú Qū)는 중화인민공화국 헤이룽장성 치치하얼 시의 행정구역이다. 넓이는 1948km2이고, 인구는 2007년 기준으로 170,000명이다. 구의 이름은 얼음을 의미하는 다우르어에서 유래되었다.

## 행정 구역
1개 가도, 3개 진, 2개 민족진, 1개 향, 1개 민족향을 관할한다.
- 가도: 梅里斯街道.
- 진: 雅尔塞镇, 达呼店镇, 共和镇.
- 민족진: 卧牛吐达斡尔族镇
- 향: 梅里斯乡, 哈力乡.
- 민족향: 莽格吐达斡尔族乡.